# Jeronim Marin
Jeronim Adam Marin OSB (* 12. Juli 1975 in Zadar, Kroatien) ist ein kroatischer Geistlicher, Prior des Klosters der Hl. Kosmas und Damian in Ćokovac auf der Insel Pašman und Abtpräses der Slawischen Benediktinerkongregation.

## Leben
Adam Marin stammt aus Zadar, trat in das Benediktinerkloster Ćokovac auf der Insel Pašman ein, empfing den Ordensnamen Jeronim (Hieronymus) und legte am 5. Juli 2001 vor dem damaligen Abtprimas Notker Wolf seine feierlichen Gelübde ab. Theologie studierte er in Zadar, Zagreb und im Schweizer Kloster Einsiedeln. Am 3. Jänner 2010 wurde er zum Prior gewählt und empfing am 20. November 2011 in der Kathedrale  sv. Stošije (Hl. Anastasia) in Zadar durch Erzbischof  Želimir Puljić die Priesterweihe.
Am 21. November 2021 wurde er auf dem Generalkapitel der Slawischen Benediktinerkongregation in der Erzabtei Břevnov in Prag zum Abtpräses gewählt. Er folgt in diesem Amt Erzabt em. Edmund Wagenhofer, vormals Erzabt von St. Peter in Salzburg nunmehr Prior von Maribor in Slowenien.
Erzbischof Puljić erteilte ihm am 17. Februar 2022 in der Kathedrale von Zadar die Abtsweihe. Er ist damit der erste benedizierte Benediktinerabt in Kroatien seit 200 Jahren.